# I liga urugwajska w piłce nożnej (1989)
- Mistrz Urugwaju 1989: Progreso Montevideo
- Wicemistrz Urugwaju 1989: Club Nacional de Football
- Copa Libertadores 1990:  Defensor Sporting (zwycięzca turnieju Liguilla Pre-Libertadores), Progreso Montevideo
- Spadek do drugiej ligi: żaden klub nie spadł
- Awans z drugiej ligi: Racing Montevideo

Mistrzostwa Urugwaju w roku 1989 były mistrzostwami rozgrywanymi według systemu, w którym wszystkie kluby rozgrywały ze sobą mecze każdy z każdym u siebie i na wyjeździe, a o tytule mistrza i dalszej kolejności decydowała końcowa tabela. Miejsce w końcowej tabeli mistrzostw nie decydowało o prawie gry w międzynarodowych pucharach – o tym zadecydował oddzielny turniej zwany Liguilla Pre-Libertadores, rozegrany na koniec sezonu. Najlepszy klub w tym turnieju uzyskał prawo gry w Copa Libertadores 1990, a drugi musiał stoczyć pojedynek barażowy z mistrzem Urugwaju, chyba że tym drugim zespołem był sam mistrz. Liga została powiększona z 13 do 14 klubów, gdyż nikt nie spadł, a awansował jeden klub.

## Primera División
Club Atlético Defensor zmienił nazwę na Defensor Sporting Club.

### Końcowa tabela sezonu 1989
| Poz | Klub                       | Mecze | Zw | Rem | Por | Pkt | BrZd | BrStr |
| --- | -------------------------- | ----- | -- | --- | --- | --- | ---- | ----- |
| 1   | Progreso Montevideo        | 12    | 9  | 2   | 1   | 20  | 18   | 8     |
| 2   | Club Nacional de Football  | 12    | 5  | 5   | 2   | 15  | 20   | 13    |
| 3   | CA Peñarol                 | 12    | 6  | 3   | 3   | 15  | 19   | 14    |
| 4   | CA Cerro                   | 12    | 6  | 2   | 4   | 14  | 14   | 11    |
| 5   | CA Bella Vista             | 12    | 3  | 8   | 1   | 14  | 13   | 10    |
| 6   | Defensor Sporting          | 12    | 3  | 8   | 1   | 14  | 11   | 8     |
| 7   | Danubio FC                 | 12    | 5  | 3   | 4   | 13  | 18   | 15    |
| 8   | Montevideo Wanderers       | 12    | 5  | 3   | 4   | 13  | 14   | 16    |
| 9   | Rentistas Montevideo       | 12    | 3  | 4   | 5   | 10  | 13   | 17    |
| 10  | Huracán Buceo Montevideo   | 12    | 2  | 4   | 6   | 8   | 11   | 17    |
| 11  | Liverpool Montevideo       | 12    | 3  | 2   | 7   | 8   | 6    | 13    |
| 12  | Central Español Montevideo | 12    | 1  | 5   | 6   | 7   | 15   | 22    |
| 13  | River Plate Montevideo     | 12    | 2  | 1   | 9   | 5   | 7    | 15    |

### Klasyfikacja strzelców bramek
| Gole | Piłkarz               | Klub                |
| ---- | --------------------- | ------------------- |
| 7    | Johnny Miqueiro       | Progreso Montevideo |
| 7    | Diego Vicente Aguirre | CA Peñarol          |
| 7    | Óscar Quagliatta      | CA Peñarol          |